# Setmana Internacional de Coppi i Bartali 2023
La Setmana Internacional de Coppi i Bartali 2023 va ser la 38a edició de la cursa ciclista Setmana Internacional de Coppi i Bartali. Es disputà entre el 21 i el 25 de març de 2023, amb un recorregut de 661,2 km repartits en cinc etapes. La cursa formava part de l'UCI Europa Tour 2023, amb una categoria 2.1.
El vencedor final fou el suís Mauro Schmid (Soudal Quick-Step), que s'imposà per 16" a James Shaw i 24" a Ben Healy, ambdós de l'EF Education-EasyPost.

## Equips
Vint-i-tres equips van prendre la sortida en aquesta edició, vuit UCI WorldTeams, vuit UCI ProTeams i set Equips continentals:
| WorldTeams (8)- Astana Qazaqstan Team - Bora-Hansgrohe - EF Education-EasyPost - Ineos Grenadiers - Jumbo-Visma - Soudal Quick-Step - Team Jayco AlUla - Trek-Segafredo ProTeams (8)- Bingoal WB - Bolton Equities Black Spoke Pro Cycling - Eolo-Kometa - Green Project-Bardiani CSF-Faizanè - Israel-Premier Tech - Q36.5 Pro Cycling Team - Team Corratec - Tudor Pro Cycling Team Equips continentals (7)- Beltrami TSA-Tre Colli - General Store-Essegibi-F.lli Curia - GW Shimano-Sidermec - MG.K Vis Colors For Peace - Sofer-Savini Due-OMZ - Team Technipes #inEmiliaRomagna - Work Service-Vitalcare-Dynatek |
| |

## Etapes
| Etapa    | Data       | Ciutats d'etapa                     | type                      | Distància (km) | Desnivell (m) | Vencedor de l'etapa | Líder de la general |
| -------- | ---------- | ----------------------------------- | ------------------------- | -------------- | ------------- | ------------------- | ------------------- |
| 1a etapa | 21 de març | Riccione – Riccione                 | etapa accidentada         | 161,8          | 2.878 m       | Rémi Cavagna        | Rémi Cavagna        |
| 2a etapa | 22 de març | Riccione – Longiano                 | etapa accidentada         | 172,5          | 2.860 m       | Sean Quinn          | Mauro Schmid        |
| 3a etapa | 23 de març | Forlì – Forlì                       | etapa accidentada         | 139,7          | 2.447 m       | Ben Healy           | Mauro Schmid        |
| 4a etapa | 24 de març | Fiorano Modenese – Fiorano Modenese | etapa accidentada         | 168,6          | 3.268 m       | Alexis Guérin       | Mauro Schmid        |
| 5a etapa | 25 de març | Carpi – Carpi                       | contrarellotge individual | 18,6           | 43 m          | Rémi Cavagna        | Mauro Schmid        |

### 1a etapa
| \| Classificació de l'etapa \| Classificació de l'etapa \| Classificació de l'etapa \| Classificació de l'etapa \| Classificació de l'etapa \| \| Corredor \| Corredor \| Equip \| Temps \| \| \| ------------------------ \| ------------------------ \| ---------------------------------- \| ------------------------ \| ------------------------ \| \| 1r \| Rémi Cavagna \| Soudal Quick-Step \| 4h 03' 03" \| \| \| 2n \| Mauro Schmid \| Soudal Quick-Step \| + 32" \| \| \| 3r \| Rick Pluimers \| Tudor Pro Cycling Team \| + 32" \| \| \| 4t \| Loe van Belle \| Jumbo-Visma \| + 32" \| \| \| 5è \| Natnael Tesfatsion \| Trek-Segafredo \| + 32" \| \| \| 6è \| Cristian Scaroni \| Astana Qazaqstan Team \| + 32" \| \| \| 7è \| Davide Gabburo \| Green Project-Bardiani CSF-Faizanè \| + 32" \| \| \| 8è \| Walter Calzoni \| Q36.5 Pro Cycling Team \| + 32" \| \| \| 9è \| Milan Vader \| Jumbo-Visma \| + 32" \| \| \| 10è \| Luc Wirtgen \| Tudor Pro Cycling Team \| + 32" \| \| |                    |                                    |            |
| |                    |                                    |            |
| |                    |                                    |            |
| Classificació de l'etapa |                    |                                    |            |
| Corredor | Corredor           | Equip                              | Temps      |
| 1r | Rémi Cavagna       | Soudal Quick-Step                  | 4h 03' 03" |
| 2n | Mauro Schmid       | Soudal Quick-Step                  | + 32"      |
| 3r | Rick Pluimers      | Tudor Pro Cycling Team             | + 32"      |
| 4t | Loe van Belle      | Jumbo-Visma                        | + 32"      |
| 5è | Natnael Tesfatsion | Trek-Segafredo                     | + 32"      |
| 6è | Cristian Scaroni   | Astana Qazaqstan Team              | + 32"      |
| 7è | Davide Gabburo     | Green Project-Bardiani CSF-Faizanè | + 32"      |
| 8è | Walter Calzoni     | Q36.5 Pro Cycling Team             | + 32"      |
| 9è | Milan Vader        | Jumbo-Visma                        | + 32"      |
| 10è | Luc Wirtgen        | Tudor Pro Cycling Team             | + 32"      |

| \| Classificació general \| Classificació general \| Classificació general \| Classificació general \| Classificació general \| \| Corredor \| Corredor \| Equip \| Temps \| \| \| --------------------- \| --------------------- \| ---------------------------------- \| --------------------- \| --------------------- \| \| 1r \| Rémi Cavagna \| Soudal Quick-Step \| 4h 02' 53" \| \| \| 2n \| Mauro Schmid \| Soudal Quick-Step \| + 36" \| \| \| 3r \| Rick Pluimers \| Tudor Pro Cycling Team \| + 38" \| \| \| 4t \| Loe van Belle \| Jumbo-Visma \| + 42" \| \| \| 5è \| Natnael Tesfatsion \| Trek-Segafredo \| + 42" \| \| \| 6è \| Cristian Scaroni \| Astana Qazaqstan Team \| + 42" \| \| \| 7è \| Davide Gabburo \| Green Project-Bardiani CSF-Faizanè \| + 42" \| \| \| 8è \| Walter Calzoni \| Q36.5 Pro Cycling Team \| + 42" \| \| \| 9è \| Milan Vader \| Jumbo-Visma \| + 42" \| \| \| 10è \| Luc Wirtgen \| Tudor Pro Cycling Team \| + 42" \| \| |                    |                                    |            |
| |                    |                                    |            |
| |                    |                                    |            |
| Classificació general |                    |                                    |            |
| Corredor | Corredor           | Equip                              | Temps      |
| 1r | Rémi Cavagna       | Soudal Quick-Step                  | 4h 02' 53" |
| 2n | Mauro Schmid       | Soudal Quick-Step                  | + 36"      |
| 3r | Rick Pluimers      | Tudor Pro Cycling Team             | + 38"      |
| 4t | Loe van Belle      | Jumbo-Visma                        | + 42"      |
| 5è | Natnael Tesfatsion | Trek-Segafredo                     | + 42"      |
| 6è | Cristian Scaroni   | Astana Qazaqstan Team              | + 42"      |
| 7è | Davide Gabburo     | Green Project-Bardiani CSF-Faizanè | + 42"      |
| 8è | Walter Calzoni     | Q36.5 Pro Cycling Team             | + 42"      |
| 9è | Milan Vader        | Jumbo-Visma                        | + 42"      |
| 10è | Luc Wirtgen        | Tudor Pro Cycling Team             | + 42"      |

### 2a etapa
| \| Classificació de l'etapa \| Classificació de l'etapa \| Classificació de l'etapa \| Classificació de l'etapa \| Classificació de l'etapa \| \| Corredor \| Corredor \| Equip \| Temps \| \| \| ------------------------ \| ------------------------ \| ------------------------ \| ------------------------ \| ------------------------ \| \| 1r \| Sean Quinn \| EF Education-EasyPost \| 4h 18' 42" \| \| \| 2n \| Mauro Schmid \| Soudal Quick-Step \| + 0" \| \| \| 3r \| Walter Calzoni \| Q36.5 Pro Cycling Team \| + 0" \| \| \| 4t \| James Shaw \| EF Education-EasyPost \| + 0" \| \| \| 5è \| Gianluca Brambilla \| Q36.5 Pro Cycling Team \| + 3" \| \| \| 6è \| Thomas Gloag \| Jumbo-Visma \| + 13" \| \| \| 7è \| Florian Lipowitz \| Bora-Hansgrohe \| + 24" \| \| \| 8è \| Mark Padun \| EF Education-EasyPost \| + 34" \| \| \| 9è \| James Knox \| Soudal Quick-Step \| + 34" \| \| \| 10è \| Domenico Pozzovivo \| Israel-Premier Tech \| + 56" \| \| |                    |                        |            |
| |                    |                        |            |
| |                    |                        |            |
| Classificació de l'etapa |                    |                        |            |
| Corredor | Corredor           | Equip                  | Temps      |
| 1r | Sean Quinn         | EF Education-EasyPost  | 4h 18' 42" |
| 2n | Mauro Schmid       | Soudal Quick-Step      | + 0"       |
| 3r | Walter Calzoni     | Q36.5 Pro Cycling Team | + 0"       |
| 4t | James Shaw         | EF Education-EasyPost  | + 0"       |
| 5è | Gianluca Brambilla | Q36.5 Pro Cycling Team | + 3"       |
| 6è | Thomas Gloag       | Jumbo-Visma            | + 13"      |
| 7è | Florian Lipowitz   | Bora-Hansgrohe         | + 24"      |
| 8è | Mark Padun         | EF Education-EasyPost  | + 34"      |
| 9è | James Knox         | Soudal Quick-Step      | + 34"      |
| 10è | Domenico Pozzovivo | Israel-Premier Tech    | + 56"      |

| \| Classificació general \| Classificació general \| Classificació general \| Classificació general \| Classificació general \| \| Corredor \| Corredor \| Equip \| Temps \| \| \| --------------------- \| --------------------- \| ---------------------- \| --------------------- \| --------------------- \| \| 1r \| Mauro Schmid \| Soudal Quick-Step \| 8h 22' 05" \| \| \| 2n \| Sean Quinn \| EF Education-EasyPost \| + 2" \| \| \| 3r \| Walter Calzoni \| Q36.5 Pro Cycling Team \| + 8" \| \| \| 4t \| James Shaw \| EF Education-EasyPost \| + 12" \| \| \| 5è \| Gianluca Brambilla \| Q36.5 Pro Cycling Team \| + 15" \| \| \| 6è \| Mark Padun \| EF Education-EasyPost \| + 1' 05" \| \| \| 7è \| James Knox \| Soudal Quick-Step \| + 1' 08" \| \| \| 8è \| Domenico Pozzovivo \| Israel-Premier Tech \| + 1' 08" \| \| \| 9è \| Stefan de Bod \| EF Education-EasyPost \| + 1' 08" \| \| \| 10è \| Cristian Scaroni \| Astana Qazaqstan Team \| + 1' 10" \| \| |                    |                        |            |
| |                    |                        |            |
| |                    |                        |            |
| Classificació general |                    |                        |            |
| Corredor | Corredor           | Equip                  | Temps      |
| 1r | Mauro Schmid       | Soudal Quick-Step      | 8h 22' 05" |
| 2n | Sean Quinn         | EF Education-EasyPost  | + 2"       |
| 3r | Walter Calzoni     | Q36.5 Pro Cycling Team | + 8"       |
| 4t | James Shaw         | EF Education-EasyPost  | + 12"      |
| 5è | Gianluca Brambilla | Q36.5 Pro Cycling Team | + 15"      |
| 6è | Mark Padun         | EF Education-EasyPost  | + 1' 05"   |
| 7è | James Knox         | Soudal Quick-Step      | + 1' 08"   |
| 8è | Domenico Pozzovivo | Israel-Premier Tech    | + 1' 08"   |
| 9è | Stefan de Bod      | EF Education-EasyPost  | + 1' 08"   |
| 10è | Cristian Scaroni   | Astana Qazaqstan Team  | + 1' 10"   |

### 3a etapa
| \| Classificació de l'etapa \| Classificació de l'etapa \| Classificació de l'etapa \| Classificació de l'etapa \| Classificació de l'etapa \| \| Corredor \| Corredor \| Equip \| Temps \| \| \| ------------------------ \| ------------------------ \| ------------------------ \| ------------------------ \| ------------------------ \| \| 1r \| Ben Healy \| EF Education-EasyPost \| 3h 29' 06" \| \| \| 2n \| Domenico Pozzovivo \| Israel-Premier Tech \| + 0" \| \| \| 3r \| Mark Padun \| EF Education-EasyPost \| + 0" \| \| \| 4t \| Felix Engelhardt \| Team Jayco AlUla \| + 25" \| \| \| 5è \| Mauro Schmid \| Soudal Quick-Step \| + 25" \| \| \| 6è \| Walter Calzoni \| Q36.5 Pro Cycling Team \| + 25" \| \| \| 7è \| Natnael Tesfatsion \| Trek-Segafredo \| + 25" \| \| \| 8è \| Milan Vader \| Jumbo-Visma \| + 25" \| \| \| 9è \| Leo Hayter \| Ineos Grenadiers \| + 25" \| \| \| 10è \| Floris De Tier \| Bingoal WB \| + 25" \| \| |                    |                        |            |
| |                    |                        |            |
| |                    |                        |            |
| Classificació de l'etapa |                    |                        |            |
| Corredor | Corredor           | Equip                  | Temps      |
| 1r | Ben Healy          | EF Education-EasyPost  | 3h 29' 06" |
| 2n | Domenico Pozzovivo | Israel-Premier Tech    | + 0"       |
| 3r | Mark Padun         | EF Education-EasyPost  | + 0"       |
| 4t | Felix Engelhardt   | Team Jayco AlUla       | + 25"      |
| 5è | Mauro Schmid       | Soudal Quick-Step      | + 25"      |
| 6è | Walter Calzoni     | Q36.5 Pro Cycling Team | + 25"      |
| 7è | Natnael Tesfatsion | Trek-Segafredo         | + 25"      |
| 8è | Milan Vader        | Jumbo-Visma            | + 25"      |
| 9è | Leo Hayter         | Ineos Grenadiers       | + 25"      |
| 10è | Floris De Tier     | Bingoal WB             | + 25"      |

| \| Classificació general \| Classificació general \| Classificació general \| Classificació general \| Classificació general \| \| Corredor \| Corredor \| Equip \| Temps \| \| \| --------------------- \| --------------------- \| ---------------------- \| --------------------- \| --------------------- \| \| 1r \| Mauro Schmid \| Soudal Quick-Step \| 11h 51' 36" \| \| \| 2n \| Walter Calzoni \| Q36.5 Pro Cycling Team \| + 8" \| \| \| 3r \| James Shaw \| EF Education-EasyPost \| + 12" \| \| \| 4t \| Gianluca Brambilla \| Q36.5 Pro Cycling Team \| + 15" \| \| \| 5è \| Mark Padun \| EF Education-EasyPost \| + 36" \| \| \| 6è \| Domenico Pozzovivo \| Israel-Premier Tech \| + 37" \| \| \| 7è \| Ben Healy \| EF Education-EasyPost \| + 38" \| \| \| 8è \| Sean Quinn \| EF Education-EasyPost \| + 57" \| \| \| 9è \| Natnael Tesfatsion \| Trek-Segafredo \| + 1' 10" \| \| \| 10è \| Felix Engelhardt \| Team Jayco AlUla \| + 1' 13" \| \| |                    |                        |             |
| |                    |                        |             |
| |                    |                        |             |
| Classificació general |                    |                        |             |
| Corredor | Corredor           | Equip                  | Temps       |
| 1r | Mauro Schmid       | Soudal Quick-Step      | 11h 51' 36" |
| 2n | Walter Calzoni     | Q36.5 Pro Cycling Team | + 8"        |
| 3r | James Shaw         | EF Education-EasyPost  | + 12"       |
| 4t | Gianluca Brambilla | Q36.5 Pro Cycling Team | + 15"       |
| 5è | Mark Padun         | EF Education-EasyPost  | + 36"       |
| 6è | Domenico Pozzovivo | Israel-Premier Tech    | + 37"       |
| 7è | Ben Healy          | EF Education-EasyPost  | + 38"       |
| 8è | Sean Quinn         | EF Education-EasyPost  | + 57"       |
| 9è | Natnael Tesfatsion | Trek-Segafredo         | + 1' 10"    |
| 10è | Felix Engelhardt   | Team Jayco AlUla       | + 1' 13"    |

### 4a etapa
| \| Classificació de l'etapa \| Classificació de l'etapa \| Classificació de l'etapa \| Classificació de l'etapa \| Classificació de l'etapa \| \| Corredor \| Corredor \| Equip \| Temps \| \| \| ------------------------ \| ------------------------ \| --------------------------------------- \| ------------------------ \| ------------------------ \| \| 1r \| Alexis Guérin \| Bingoal WB \| 4h 05' 29" \| \| \| 2n \| Mauro Schmid \| Soudal Quick-Step \| + 3" \| \| \| 3r \| James Shaw \| EF Education-EasyPost \| + 3" \| \| \| 4t \| Johannes Staune-Mittet \| Jumbo-Visma \| + 3" \| \| \| 5è \| Domenico Pozzovivo \| Israel-Premier Tech \| + 3" \| \| \| 6è \| Ben Healy \| EF Education-EasyPost \| + 3" \| \| \| 7è \| Felix Engelhardt \| Team Jayco AlUla \| + 17" \| \| \| 8è \| Mark Stewart \| Bolton Equities Black Spoke Pro Cycling \| + 17" \| \| \| 9è \| Davide Gabburo \| Green Project-Bardiani CSF-Faizanè \| + 17" \| \| \| 10è \| Natnael Tesfatsion \| Trek-Segafredo \| + 17" \| \| |                        |                                         |            |
| |                        |                                         |            |
| |                        |                                         |            |
| Classificació de l'etapa |                        |                                         |            |
| Corredor | Corredor               | Equip                                   | Temps      |
| 1r | Alexis Guérin          | Bingoal WB                              | 4h 05' 29" |
| 2n | Mauro Schmid           | Soudal Quick-Step                       | + 3"       |
| 3r | James Shaw             | EF Education-EasyPost                   | + 3"       |
| 4t | Johannes Staune-Mittet | Jumbo-Visma                             | + 3"       |
| 5è | Domenico Pozzovivo     | Israel-Premier Tech                     | + 3"       |
| 6è | Ben Healy              | EF Education-EasyPost                   | + 3"       |
| 7è | Felix Engelhardt       | Team Jayco AlUla                        | + 17"      |
| 8è | Mark Stewart           | Bolton Equities Black Spoke Pro Cycling | + 17"      |
| 9è | Davide Gabburo         | Green Project-Bardiani CSF-Faizanè      | + 17"      |
| 10è | Natnael Tesfatsion     | Trek-Segafredo                          | + 17"      |

| \| Classificació general \| Classificació general \| Classificació general \| Classificació general \| Classificació general \| \| Corredor \| Corredor \| Equip \| Temps \| \| \| --------------------- \| ---------------------- \| ---------------------- \| --------------------- \| --------------------- \| \| 1r \| Mauro Schmid \| Soudal Quick-Step \| 15h 57' 02" \| \| \| 2n \| James Shaw \| EF Education-EasyPost \| + 14" \| \| \| 3r \| Walter Calzoni \| Q36.5 Pro Cycling Team \| + 28" \| \| \| 4t \| Gianluca Brambilla \| Q36.5 Pro Cycling Team \| + 35" \| \| \| 5è \| Domenico Pozzovivo \| Israel-Premier Tech \| + 43" \| \| \| 6è \| Ben Healy \| EF Education-EasyPost \| + 44" \| \| \| 7è \| Mark Padun \| EF Education-EasyPost \| + 56" \| \| \| 8è \| Sean Quinn \| EF Education-EasyPost \| + 1' 17" \| \| \| 9è \| Johannes Staune-Mittet \| Jumbo-Visma \| + 1' 19" \| \| \| 10è \| Natnael Tesfatsion \| Trek-Segafredo \| + 1' 30" \| \| |                        |                        |             |
| |                        |                        |             |
| |                        |                        |             |
| Classificació general |                        |                        |             |
| Corredor | Corredor               | Equip                  | Temps       |
| 1r | Mauro Schmid           | Soudal Quick-Step      | 15h 57' 02" |
| 2n | James Shaw             | EF Education-EasyPost  | + 14"       |
| 3r | Walter Calzoni         | Q36.5 Pro Cycling Team | + 28"       |
| 4t | Gianluca Brambilla     | Q36.5 Pro Cycling Team | + 35"       |
| 5è | Domenico Pozzovivo     | Israel-Premier Tech    | + 43"       |
| 6è | Ben Healy              | EF Education-EasyPost  | + 44"       |
| 7è | Mark Padun             | EF Education-EasyPost  | + 56"       |
| 8è | Sean Quinn             | EF Education-EasyPost  | + 1' 17"    |
| 9è | Johannes Staune-Mittet | Jumbo-Visma            | + 1' 19"    |
| 10è | Natnael Tesfatsion     | Trek-Segafredo         | + 1' 30"    |

### 5a etapa
| \| Classificació de l'etapa \| Classificació de l'etapa \| Classificació de l'etapa \| Classificació de l'etapa \| Classificació de l'etapa \| \| Corredor \| Corredor \| Equip \| Temps \| \| \| ------------------------ \| ------------------------ \| ------------------------ \| ------------------------ \| ------------------------ \| \| 1r \| Rémi Cavagna \| Soudal Quick-Step \| 22' 12" \| \| \| 2n \| Michael Hepburn \| Team Jayco AlUla \| + 18" \| \| \| 3r \| Ben Healy \| EF Education-EasyPost \| + 19" \| \| \| 4t \| Joel Suter \| Tudor Pro Cycling Team \| + 25" \| \| \| 5è \| Leo Hayter \| Ineos Grenadiers \| + 27" \| \| \| 6è \| Josef Černý \| Soudal Quick-Step \| + 29" \| \| \| 7è \| Mathias Vacek \| Trek-Segafredo \| + 35" \| \| \| 8è \| Mauro Schmid \| Soudal Quick-Step \| + 41" \| \| \| 9è \| Michael Leonard \| Ineos Grenadiers \| + 42" \| \| \| 10è \| James Shaw \| EF Education-EasyPost \| + 43" \| \| |                 |                        |         |
| |                 |                        |         |
| |                 |                        |         |
| Classificació de l'etapa |                 |                        |         |
| Corredor | Corredor        | Equip                  | Temps   |
| 1r | Rémi Cavagna    | Soudal Quick-Step      | 22' 12" |
| 2n | Michael Hepburn | Team Jayco AlUla       | + 18"   |
| 3r | Ben Healy       | EF Education-EasyPost  | + 19"   |
| 4t | Joel Suter      | Tudor Pro Cycling Team | + 25"   |
| 5è | Leo Hayter      | Ineos Grenadiers       | + 27"   |
| 6è | Josef Černý     | Soudal Quick-Step      | + 29"   |
| 7è | Mathias Vacek   | Trek-Segafredo         | + 35"   |
| 8è | Mauro Schmid    | Soudal Quick-Step      | + 41"   |
| 9è | Michael Leonard | Ineos Grenadiers       | + 42"   |
| 10è | James Shaw      | EF Education-EasyPost  | + 43"   |

## Classificació final
| \| Classificació general \| Classificació general \| Classificació general \| Classificació general \| Classificació general \| \| Corredor \| Corredor \| Equip \| Temps \| \| \| --------------------- \| --------------------- \| ---------------------- \| --------------------- \| --------------------- \| \| 1r \| Mauro Schmid \| Soudal Quick-Step \| 16h 19' 55" \| \| \| 2n \| James Shaw \| EF Education-EasyPost \| + 16" \| \| \| 3r \| Ben Healy \| EF Education-EasyPost \| + 22" \| \| \| 4t \| Mark Padun \| EF Education-EasyPost \| + 1' 06" \| \| \| 5è \| Leo Hayter \| Ineos Grenadiers \| + 1' 19" \| \| \| 6è \| Domenico Pozzovivo \| Israel-Premier Tech \| + 1' 35" \| \| \| 7è \| Ben Zwiehoff \| Bora-Hansgrohe \| + 1' 52" \| \| \| 8è \| Sean Quinn \| EF Education-EasyPost \| + 1' 55" \| \| \| 9è \| Walter Calzoni \| Q36.5 Pro Cycling Team \| + 1' 57" \| \| \| 10è \| Gianluca Brambilla \| Q36.5 Pro Cycling Team \| + 2' 10" \| \| |                    |                        |             |
| |                    |                        |             |
| Font: ProCyclingStats |                    |                        |             |
| Classificació general |                    |                        |             |
| Corredor | Corredor           | Equip                  | Temps       |
| 1r | Mauro Schmid       | Soudal Quick-Step      | 16h 19' 55" |
| 2n | James Shaw         | EF Education-EasyPost  | + 16"       |
| 3r | Ben Healy          | EF Education-EasyPost  | + 22"       |
| 4t | Mark Padun         | EF Education-EasyPost  | + 1' 06"    |
| 5è | Leo Hayter         | Ineos Grenadiers       | + 1' 19"    |
| 6è | Domenico Pozzovivo | Israel-Premier Tech    | + 1' 35"    |
| 7è | Ben Zwiehoff       | Bora-Hansgrohe         | + 1' 52"    |
| 8è | Sean Quinn         | EF Education-EasyPost  | + 1' 55"    |
| 9è | Walter Calzoni     | Q36.5 Pro Cycling Team | + 1' 57"    |
| 10è | Gianluca Brambilla | Q36.5 Pro Cycling Team | + 2' 10"    |

### Classificacions secundàries
| Classificació per punts | Classificació per punts | Classificació per punts | Classificació per punts | Classificació per punts |
| Corredor                | Corredor                | Equip                   | Punts                   |                         |
| ----------------------- | ----------------------- | ----------------------- | ----------------------- | ----------------------- |
| 1r                      | Mauro Schmid            | Soudal Quick-Step       | 28 pts                  |                         |
| 2n                      | Ben Healy               | EF Education-EasyPost   | 13 pts                  |                         |
| 3r                      | Domenico Pozzovivo      | Israel-Premier Tech     | 12 pts                  |                         |
| 4t                      | James Shaw              | EF Education-EasyPost   | 11 pts                  |                         |
| 5è                      | Rémi Cavagna            | Soudal Quick-Step       | 10 pts                  |                         |
| 6è                      | Sean Quinn              | EF Education-EasyPost   | 10 pts                  |                         |
| 7è                      | Alexis Guérin           | Bingoal WB              | 10 pts                  |                         |
| 8è                      | Walter Calzoni          | Q36.5 Pro Cycling Team  | 10 pts                  |                         |
| 9è                      | Mark Padun              | EF Education-EasyPost   | 7 pts                   |                         |
| 10è                     | Felix Engelhardt        | Team Jayco AlUla        | 7 pts                   |                         |

| Classificació per punts | Classificació per punts | Classificació per punts | Classificació per punts | Classificació per punts |
| Corredor                | Corredor                | Equip                   | Punts                   |                         |
| ----------------------- | ----------------------- | ----------------------- | ----------------------- | ----------------------- |
| 1r                      | Mauro Schmid            | Soudal Quick-Step       | 28 pts                  |                         |
| 2n                      | Ben Healy               | EF Education-EasyPost   | 13 pts                  |                         |
| 3r                      | Domenico Pozzovivo      | Israel-Premier Tech     | 12 pts                  |                         |
| 4t                      | James Shaw              | EF Education-EasyPost   | 11 pts                  |                         |
| 5è                      | Rémi Cavagna            | Soudal Quick-Step       | 10 pts                  |                         |
| 6è                      | Sean Quinn              | EF Education-EasyPost   | 10 pts                  |                         |
| 7è                      | Alexis Guérin           | Bingoal WB              | 10 pts                  |                         |
| 8è                      | Walter Calzoni          | Q36.5 Pro Cycling Team  | 10 pts                  |                         |
| 9è                      | Mark Padun              | EF Education-EasyPost   | 7 pts                   |                         |
| 10è                     | Felix Engelhardt        | Team Jayco AlUla        | 7 pts                   |                         |

| Classificació de la muntanya | Classificació de la muntanya | Classificació de la muntanya       | Classificació de la muntanya | Classificació de la muntanya |
| Corredor                     | Corredor                     | Equip                              | Punts                        |                              |
| ---------------------------- | ---------------------------- | ---------------------------------- | ---------------------------- | ---------------------------- |
| 1r                           | Alexis Guérin                | Bingoal WB                         | 28 pts                       |                              |
| 2n                           | Lennert Teugels              | Bingoal WB                         | 24 pts                       |                              |
| 3r                           | Marco Murgano                | Team Corratec                      | 23 pts                       |                              |
| 4t                           | Jhonatan Restrepo Valencia   | GW Shimano-Sidermec                | 16 pts                       |                              |
| 5è                           | Ben Healy                    | EF Education-EasyPost              | 14 pts                       |                              |
| 6è                           | Andrea Garosio               | Eolo-Kometa                        | 12 pts                       |                              |
| 7è                           | Florian Lipowitz             | Bora-Hansgrohe                     | 10 pts                       |                              |
| 8è                           | Alessandro Fancellu          | Eolo-Kometa                        | 10 pts                       |                              |
| 9è                           | Veljko Stojnić               | Team Corratec                      | 8 pts                        |                              |
| 10è                          | Luca Covili                  | Green Project-Bardiani CSF-Faizanè | 8 pts                        |                              |

| Classificació de la muntanya | Classificació de la muntanya | Classificació de la muntanya       | Classificació de la muntanya | Classificació de la muntanya |
| Corredor                     | Corredor                     | Equip                              | Punts                        |                              |
| ---------------------------- | ---------------------------- | ---------------------------------- | ---------------------------- | ---------------------------- |
| 1r                           | Alexis Guérin                | Bingoal WB                         | 28 pts                       |                              |
| 2n                           | Lennert Teugels              | Bingoal WB                         | 24 pts                       |                              |
| 3r                           | Marco Murgano                | Team Corratec                      | 23 pts                       |                              |
| 4t                           | Jhonatan Restrepo Valencia   | GW Shimano-Sidermec                | 16 pts                       |                              |
| 5è                           | Ben Healy                    | EF Education-EasyPost              | 14 pts                       |                              |
| 6è                           | Andrea Garosio               | Eolo-Kometa                        | 12 pts                       |                              |
| 7è                           | Florian Lipowitz             | Bora-Hansgrohe                     | 10 pts                       |                              |
| 8è                           | Alessandro Fancellu          | Eolo-Kometa                        | 10 pts                       |                              |
| 9è                           | Veljko Stojnić               | Team Corratec                      | 8 pts                        |                              |
| 10è                          | Luca Covili                  | Green Project-Bardiani CSF-Faizanè | 8 pts                        |                              |

| Classificació del millor jove | Classificació del millor jove | Classificació del millor jove | Classificació del millor jove | Classificació del millor jove |
| Corredor                      | Corredor                      | Equip                         | Temps                         |                               |
| ----------------------------- | ----------------------------- | ----------------------------- | ----------------------------- | ----------------------------- |
| 1r                            | Ben Healy                     | EF Education-EasyPost         | 16h 20' 17"                   |                               |
| 2n                            | Leo Hayter                    | Ineos Grenadiers              | + 57"                         |                               |
| 3r                            | Sean Quinn                    | EF Education-EasyPost         | + 1' 33"                      |                               |
| 4t                            | Walter Calzoni                | Q36.5 Pro Cycling Team        | + 1' 35"                      |                               |
| 5è                            | Tijmen Graat                  | Jumbo-Visma                   | + 1' 50"                      |                               |
| 6è                            | Felix Engelhardt              | Team Jayco AlUla              | + 1' 59"                      |                               |
| 7è                            | Johannes Staune-Mittet        | Jumbo-Visma                   | + 2' 31"                      |                               |
| 8è                            | Fernando Tercero              | Eolo-Kometa                   | + 2' 46"                      |                               |
| 9è                            | Davide Piganzoli              | Eolo-Kometa                   | + 4' 43"                      |                               |
| 10è                           | Florian Lipowitz              | Bora-Hansgrohe                | + 5' 17"                      |                               |

| Classificació del millor jove | Classificació del millor jove | Classificació del millor jove | Classificació del millor jove | Classificació del millor jove |
| Corredor                      | Corredor                      | Equip                         | Temps                         |                               |
| ----------------------------- | ----------------------------- | ----------------------------- | ----------------------------- | ----------------------------- |
| 1r                            | Ben Healy                     | EF Education-EasyPost         | 16h 20' 17"                   |                               |
| 2n                            | Leo Hayter                    | Ineos Grenadiers              | + 57"                         |                               |
| 3r                            | Sean Quinn                    | EF Education-EasyPost         | + 1' 33"                      |                               |
| 4t                            | Walter Calzoni                | Q36.5 Pro Cycling Team        | + 1' 35"                      |                               |
| 5è                            | Tijmen Graat                  | Jumbo-Visma                   | + 1' 50"                      |                               |
| 6è                            | Felix Engelhardt              | Team Jayco AlUla              | + 1' 59"                      |                               |
| 7è                            | Johannes Staune-Mittet        | Jumbo-Visma                   | + 2' 31"                      |                               |
| 8è                            | Fernando Tercero              | Eolo-Kometa                   | + 2' 46"                      |                               |
| 9è                            | Davide Piganzoli              | Eolo-Kometa                   | + 4' 43"                      |                               |
| 10è                           | Florian Lipowitz              | Bora-Hansgrohe                | + 5' 17"                      |                               |

| Classificació per equips | Classificació per equips           | Classificació per equips | Classificació per equips |
| Equip                    | Equip                              | Temps                    |                          |
| ------------------------ | ---------------------------------- | ------------------------ | ------------------------ |
| 1r                       | EF Education-EasyPost              | 49h 00' 46"              |                          |
| 2n                       | Jumbo-Visma                        | + 6' 30"                 |                          |
| 3r                       | Green Project-Bardiani CSF-Faizanè | + 12' 10"                |                          |
| 4t                       | Soudal Quick-Step                  | + 13' 19"                |                          |
| 5è                       | Eolo-Kometa                        | + 14' 34"                |                          |

| Classificació per equips | Classificació per equips           | Classificació per equips | Classificació per equips |
| Equip                    | Equip                              | Temps                    |                          |
| ------------------------ | ---------------------------------- | ------------------------ | ------------------------ |
| 1r                       | EF Education-EasyPost              | 49h 00' 46"              |                          |
| 2n                       | Jumbo-Visma                        | + 6' 30"                 |                          |
| 3r                       | Green Project-Bardiani CSF-Faizanè | + 12' 10"                |                          |
| 4t                       | Soudal Quick-Step                  | + 13' 19"                |                          |
| 5è                       | Eolo-Kometa                        | + 14' 34"                |                          |

## Evolució de les classificacions
| Etapa | Vencedor      | Classificació general | Classificació per punts | Classificació de la muntanya | Classificació dels joves | Classificació per equips |
| ----- | ------------- | --------------------- | ----------------------- | ---------------------------- | ------------------------ | ------------------------ |
| 1     | Rémi Cavagna  | Rémi Cavagna          | Rémi Cavagna            | Didier Merchán               | Rick Pluimers            | Soudal-Quick-Step        |
| 2     | Sean Quinn    | Mauro Schmid          | Mauro Schmid            | Marco Murgano                | Sean Quinn               | EF Education-EasyPost    |
| 3     | Ben Healy     | Mauro Schmid          | Mauro Schmid            | Marco Murgano                | Walter Calzoni           | EF Education-EasyPost    |
| 4     | Alexis Guérin | Mauro Schmid          | Mauro Schmid            | Alexis Guérin                | Walter Calzoni           | EF Education-EasyPost    |
| 5     | Rémi Cavagna  | Mauro Schmid          | Mauro Schmid            | Alexis Guérin                | Ben Healy                | EF Education-EasyPost    |
| Final | Final         | Mauro Schmid          | Mauro Schmid            | Alexis Guérin                | Ben Healy                | EF Education-EasyPost    |